# Odprto prvenstvo Anglije 1974
Odprto prvenstvo Anglije 1974 je teniški turnir za Grand Slam, ki je med 24. junijem in 6. julijem 1974 potekal v Londonu.

## Moški posamično
Jimmy Connors :  Ken Rosewall 6-1 6-1 6-4

## Ženske posamično
Chris Evert :  Olga Morozova 6-0 6-4

## Moške dvojice
John Newcombe /  Tony Roche :  Robert Lutz /  Stan Smith 8-6 6-4 6-4

## Ženske dvojice
Evonne Goolagong /  Peggy Michel :  Helen Gourlay /  Karen Krantzcke 2-6 6-4 6-3

## Mešane dvojice
Owen Davidson /  Billie Jean King :  Mark Farrell /  Lesley Charles 6-3 9-7